# Паршино (Торопецкий район)
Паршино — деревня в Торопецком районе Тверской области. Входит в состав Плоскошского сельского поселения.

## Этимология
Название деревни образовано от вариации мужского имени Парфений.

## География
Деревня расположена в северо-западной части района. Находится на правом берегу реки Кунья. Расстояние до города Торопец составляет 76 км.
Климат
Деревня, как и весь район, относится к умеренному поясу северного полушария и находится в области переходного климата от океанического к материковому. Лето с температурным режимом +15…+20 °С (днём +20…+25 °С), зима умеренно-морозная −10…−15 °С; при вторжении арктических воздушных масс до −30…-40 °С.
Среднегодовая скорость ветра 3,5—4,2 метра в секунду.

## История
На топографической карте Фёдора Шуберта 1870—1915 годов обозначена деревня Паршина. Имела 2 двора.
На карте РККА 1923—1941 годов обозначена деревня Паршино 1-е. Имела 5 дворов.
До 2013 года деревня входила в состав упразднённого в настоящее время Уваровского сельского поселения.

## Население
| 2010 |
| ---- |
| 0    |

В 2002 году в деревне проживало 13 человек.
Национальный состав
Согласно результатам переписи 2002 года, в национальной структуре населения русские составляли 100 % от жителей.

## Известные люди
В деревне родился Герой Советского Союза Александр Иванович Иванов.